# IC 2604
IC 2604 ist eine Balken-Spiralgalaxie vom Hubble-Typ SBm im Sternbild Kleiner Löwe am Nordsternhimmel. Er ist rund 72 Millionen Lichtjahre von der Milchstraße entfernt und hat einen Durchmesser von etwa 25.000 Lichtjahren. Sie gilt als Mitglied der elf Galaxien zählenden NGC 3396-Gruppe (LGG 218).

Im selben Himmelsareal befinden sich u. a. die Galaxien NGC 3395, NGC 3396, IC 2608, IC 2613.
Das Objekt wurde am 7. Mai 1887 von Stéphane Javelle entdeckt.